# Stenderup (Hedensted)
Stenderup is een plaats in de Deense regio Midden-Jutland, gemeente Hedensted, en telt 402 inwoners (2008).